# Heed
Heed fue una banda de heavy metal fundada en 2004 en Gotemburgo (Suecia), por dos exmiembros de Lost Horizon: Daniel Heiman (voz) y Fredrik Olsson (guitarra).

## Historia
Cuando en 2004 Daniel Heiman y Fredrik Olsson dejaron Lost Horizon, se les unieron el batería Mats Karlsson y el bajista Jörgen Olsson, empezando así la grabación de su álbum de debut The Call. Fue sacado a la venta en Japón el 21 de octubre de 2005, y en Europa el 14 de junio del año siguiente.
Cuando este disco estuvo completado, Jörgen y Mats dejaron la banda, debido a problemas con los dos miembros fundadores de la banda. Daniel y Fredrik comenzaron a buscar nuevos miembros y pronto encontraron a Tommy Larsson (bajo) y Ufuk Demir (batería). También "ficharon" a un segundo guitarrista, Martin Andersson.

## Integrantes actuales
- Daniel Heiman (Voz)
- Fredrik Olsson (Guitarra)
- Martin Andersson (Guitarra)
- Tommy Larsson (Bajo)
- Ufuk Demir (Batería)

### Miembros anteriores
- Jörgen Olsson (Bajo)
- Mats Karlsson (Batería)

## Discografía
- The Call (2006)